# Вудуард (округ)
Округ Вудуард — округ в штате Оклахома, США. Население округа на 2000 год составляло 18 486 человек. Административный центр округа — город Вудуард.

## География
Округ имеет общую площадь 3227 км², из которых 3218 км² приходится на сушу и 10 км² (0,3 %) на воду.

### Основные автомагистрали
- Автомагистраль 412

### Соседние округа
- Вудс (север)
- Мейджор (восток)
- Дьюи (юг)
- Эллис (запад)
- Харпер (северо-запад)

### Населённые пункты
- Вудуард
- Мурленд
- Мучуал
- Форт-Саплай
- Шарон